# Захаркин, Сергей Викторович
Захаркин Сергей Викторович (род. 25 июля 1960, Ангарск, Иркутская область, РСФСР, СССР) – российский военачальник внутренних войск и войск национальной гвардии, генерал-полковник (10.06.2017).

## Биография
На военной службе с 1977 года, член КПСС. В 1981 года окончил с золотой медалью Новосибирское высшее военное командное училище МВД СССР, в 1986-1993 году проходил службу в г. Навои Узбекской ССР начальником физподготовки подразделений специального назначения в/ч 6642, в 1994 году – с золотой медалью Военно-инженерную академию имени В.В. Куйбышева, в 2005 году – с отличием Военную академию Генерального штаба Вооружённых Сил Российской Федерации. Проходил службу в Главном командовании внутренних войск МВД России, в Центральном региональном командовании внутренних войск. В 2009 году служил начальником штаба — первым заместителем командующего войсками Сибирского регионального командования ВВ МВД России.
С мая 2010 года до октября 2013 года — начальник штаба — первый заместитель командующего войсками Северо-Западного регионального командования ВВ МВД России. Участвовал в боевых действиях на территории Северного Кавказа, будучи назначенным в ноябре 2011 года начальником штаба – первым заместителем командующего ОГВ(с) по проведению контртеррористических операций на территории Северо-Кавказского региона РФ внутренних войск МВД России. Тогда же, указом от 9 ноября 2011 года, ему было присвоено воинское звание генерал-лейтенант. После возвращения с Северного Кавказа вернулся на свою прежнюю должность. Освобождён с неё в октябре 2013 года.
С января 2014 года — заместитель начальника, а с декабря того же года — начальник управления кадров в Главном командовании внутренних войск.
После создания на основе ВВ МВД войск национальной гвардии Российской Федерации был переведён в эти войска и Указом Президента Российской Федерации от 13 октября 2016 года назначен на должность командующего Северо-Западным округом войск национальной гвардии РФ. Воинское звание генерал-полковника присвоено Указом Президента Российской Федерации № 265 от 10 июня 2017 года. 
В феврале 2018 года назначен на должность статс-секретаря – заместителя директора Федеральной службы войск национальной гвардии Российской Федерации – главнокомандующего войсками национальной гвардии Российской Федерации. Освобождён от должности 12 июня 2019 года.
Женат, имеет двух сыновей.

## Награды
- Орден Мужества
- Медали ордена «За заслуги перед Отечеством» I и II степеней
- Ведомственные медали
- «Заслуженный военный специалист Российской Федерации»